# Чорновільхові насадження понад річкою Прип'ять (квартал 8)
«Чорновільхові насадження понад річкою Прип'ять» — ботанічна пам'ятка природи місцевого значення. 
Пам’ятка розташована в межах Зони відчуження ЧАЕС, ДСВКЛП «Чорнобильліс» на території Старошепелицького
лісового відділення, квартал 8, виділ 14. Об’єкт оголошено рішенням виконкому Київської обласної ради народних депутатів № 574 від 19 серпня 1968 року.
Пам’ятка є унікальними високоповнотними і високопродуктивними насадженнями висотою 29 м, діаметром 36 см, повнотою 0,8.